# Steve Mirkovich
Steven James „Steve“ Mirkovich (* 4. Februar 1953 in Oceanside, Kalifornien) ist ein US-amerikanischer Filmeditor und Mitglied der Academy of Motion Picture Arts and Sciences sowie der American Cinema Editors.

## Leben
Steve Mirkovich wuchs in Studio City im San Fernando Valley in Los Angeles mit elf Geschwistern auf. Eine seiner Schwestern ist die Editorin Lynne Willingham. Sein Vater, ehemals ein Marine-Kapitän, war zeitweilig Schauspieler. In den späten 1960er Jahren besuchte Mirkovich die Highschool und erhielt ein Stipendium für das Art Center College of Design. Nach einigen prekären Jobs begann Mirkovich 1972 in der Poststelle von Warner Bros. zu arbeiten. Daraufhin erhielt er einen Job als Filmkurier in der Abteilung des Editors Rudi Fehr. 1974 konnte er der Gewerkschaft beitreten. Ein Jahr darauf erhielt er eine Ausbildung im Tonschnitt und verließ Warner Bros.
Es folgte eine Ausbildung im Filmschnitt; unter anderem arbeitete er an Die Unbestechlichen (1976) mit. Seine erste Arbeit als Schnittassistent hatte er an der Fernsehserie Pazifikgeschwader 214 für den Editor Jerry Dronsky. Es folgte eine Anstellung als erster Schnittassistent für David Bretherton bei dem Spielfilm Winter Kills. Fünf Jahre lang schnitt Mirkovich für den Editor Donn Cambern an insgesamt acht Filmen. 1986 schnitt er 29-jährig mit Schakale der Nacht seinen ersten Film als eigenständiger Editor.  Bis heute war er an mehr als 50 Filmproduktionen beteiligt, darunter Filme wie Con Air und Ich weiß, was du letzten Sommer getan hast. Zudem besserte er mehrere bekannte Spielfilme ohne Credit aus, so unter anderem Die Passion Christi.
Seit 2003 ist er mit der Produzentin Bronwyne Smith verheiratet, die er bei einem Dreh in Australien kennenlernte. Mit ihr hat er zwei Kinder. Sein Sohn Tim Mirkovich ist ebenfalls ein Filmeditor.

## Filmographie (Auswahl)
- 1978: Um Kopf und Kragen (Hooper)
- 1978: Der schwarze Sheriff (Lawman Without a Gun)
- 1984: Nur der Tod ist umsonst (The River Rat)
- 1986: Big Trouble in Little China
- 1987: Die Fürsten der Dunkelheit (John Carpenter’s Prince of Darkness)
- 1989: Freitag der 13. – Todesfalle Manhattan (Friday the 13th Part VIII: Jason Takes Manhattan)
- 1991: Flug durch die Hölle (Flight of the Intruder)
- 1991: Armadillo Bears – Ein total chaotischer Haufen (Necessary Roughness)
- 1991: Turtles II – Das Geheimnis des Ooze (Teenage Mutant Ninja Turtles II: The Secret of the Ooze)
- 1992: Cool World
- 1996: Der Geist und die Dunkelheit (The Ghost and the Darkness)
- 1996: Operation: Broken Arrow (Broken Arrow)
- 1997: Con Air
- 1997: Ich weiß, was du letzten Sommer getan hast (I Know What You Did Last Summer)
- 1999: The Astronaut’s Wife – Das Böse hat ein neues Gesicht (The Astronaut’s Wife)
- 2001: Schrei wenn Du kannst (Valentine)
- 2002: D-Tox – Im Auge der Angst (D-Tox)
- 2003: Der Fluch von Darkness Falls (Darkness Falls)
- 2003: Die Passion Christi (The Passion of the Christ)
- 2004: Godsend
- 2006: 16 Blocks
- 2008: Ein tödlicher Anruf (One Missed Call)
- 2010: Shelter
- 2012: House at the End of the Street
- 2013: Stalkers (Fernsehfilm)
- 2014: Red Sky
- 2014: Brown Mountain – Alien Abduction (Alien Abduction)
- 2014: The Devil’s Hand
- 2015: Hardcore (Hardcore Henry)
- 2016: Auferstanden (Risen)
- 2017: Rings
- 2019: Escape Room
- 2020: Unhinged – Außer Kontrolle (Unhinged)
- 2021: Escape Room 2: No Way Out (Escape Room: Tournament of Champions)